# Agatino Malerba
Agatino Malerba (Catania, 1º maggio 1893 – Grazigna, 18 maggio 1917) è stato un ufficiale italiano, decorato di medaglia d'argento al valor militare e di medaglia d'oro al valor militare alla memoria nel corso della prima guerra mondiale.

## Biografia
Nacque a Catania il 1º maggio 1893, figlio di Giuseppe e Caterina Del Giudice. Iscrittosi alla facoltà di giurisprudenza dell'Università di Catania interruppe gli studi per arruolarsi come allievo ufficiale nel Regio Esercito il 31 dicembre 1913. Frequentato il corso per allievi ufficiali di complemento, il 21 gennaio 1915 fu nominato sottotenente assegnato in servizio al 76º Reggimento fanteria della Brigata Napoli, passando, nel mese di marzo, al 147º Reggimento fanteria della Brigata Caltanissetta. All'atto dell'entrata in guerra del Regno d'Italia, avvenuta il 24 maggio 1915, fu tra i primi a oltrepassare il confine entrando in azione ai primi del mese di giugno, sul Isonzo, ai piedi del Carso. Il 28 giugno durante un combattimento a Bosco Lancia, sul Monte San Michele, rimase ferito in combattimento e fu decorato di medaglia d'argento al valor militare per aver mantenuto e difeso valorosamente la posizione. Fu ricoverato in vari luoghi di cura, tra cui l'ospedale "Giuseppe Garibaldi" di Catania, e durante la degenza e la successiva convalescenza proseguì nel contempo gli studi di giurisprudenza. Promosso tenente nell'agosto 1916 rientrò in servizio attivo venendo ammesso, su sua domanda, a frequentare un corso per mitraglieri al termine del quale fu nominato comandante della 309ª Compagnia mitraglieri "Fiat" in forza al 119º Reggimento fanteria della Brigata Emilia. Nel corso della decima battaglia dell'Isonzo si trovava in linea sulle alture ad est di Gorizia, di preciso sulla collinetta di Grazigna che era stata conquistata il 16 maggio dalle truppe italiane. Contribuì alle strenua resistenza opposta ai contrattacchi nemici per tre giorni, 16, 17 e 18 maggio, sottoposto a violento fuoco di artiglieria con i suoi uomini si prodigò opportunamente per spostare le proprie armi, spostandosi di continuo da una posizione all'altra. Incoraggio i serventi a resistere per aiutare il più possibile i fanti e, quando perso cinque delle sei armi in dotazione, si portò sull'ultima mitragliatrice rimasta si adoperò come servente continuando a sparare sul nemico fino a che cadde ucciso, riverso sull'arma, dallo scoppio di una granata nemica.
Con Regio Decreto del 2 luglio 1922 fu decorato della medaglia d'oro al valor militare alla memoria.
Un istituto comprensivo di Catania porta il suo nome. 
La città di Catania lo ricorda con una lapide murata sul prospetto di tramontana del palazzo degli Elefanti (lato piazza Università), che “le famiglie dei caduti in guerra devotamente posero il 4 novembre 1924”.

### Fonti
1. 1 2 3 4 5 6 7 8  Combattenti Liberazione.
2. ↑  Carolei, Greganti, Modica 1968, p. 46.
3. 1 2  Coltrinari, Ramaccia 2018, p. 66.
4. 1 2  Coltrinari, Ramaccia 2018, p. 67.
5. ↑  Medaglie d'oro al valor militare sul sito della Presidenza della Repubblica